# Sebastian Crona
Anton Sebastian Crona, född 7 februari 1991 i Malmö, är en svensk fotbollsspelare som spelar för Jönköpings Södra IF.

## Karriär
Crona började spela fotboll i IF Lödde. Han debuterade i A-laget 2007. Crona spelade ytterligare två säsonger i A-laget innan han gick till GIF Nike. I Nike spelade Crona två säsonger innan han inför säsongen 2012 gick till IS Halmia. I juli 2013 förlängde han sitt kontrakt i klubben fram över säsongen 2015.
I februari 2016 gick Crona till Varbergs BoIS. I november 2016 värvades Crona av Östers IF, där han skrev på ett tvåårskontrakt. Redan efter en säsong valde Crona att bryta kontraktet.
I januari 2018 värvades Crona av Jönköpings Södra IF, där han skrev på ett tvåårskontrakt. I december 2019 förlängde Crona sitt kontrakt med tre år. I maj 2022 nådde han 100 matcher för J-södra.
I januari 2023 värvades Crona av Örebro SK, där han skrev på ett tvåårskontrakt. Den 7 januari 2025 blev han klar för en återkomst till Jönköpings Södra.